# Озёрка (приток Неручи)
Озёрка — река в Залегощенском и Покровском районах Орловской области.
Исток реки — слияние ручья Журавец и балки Пьяный Верх в деревне Николаевка, на отметке высоты около 227 м, течёт на север, впадает в 29 км по правому берегу реки Неручь, у восточной окраины села Красное, на отметке высоты 170 м. Длина реки составляет 26 км, площадь водосборного бассейна — 221 км².
В 7,1 км от устья, по правому берегу реки впадает река Ольховец. В 11 км от устья, по правому берегу реки впадает река Озёрная.

## Данные водного реестра
По данным государственного водного реестра России относится к Окскому бассейновому округу, водохозяйственный участок реки — Ока от города Орёл до города Белёв, речной подбассейн реки — бассейны притоков Оки до впадения Мокши. Речной бассейн реки — Ока.
Код объекта в государственном водном реестре — 09010100212110000018254.